# 1er décembre dans les chemins de fer
1er novembre 1er janvier
Chronologies thématiques
- Croisades
- Sports
- Disney

Cette page concerne les événements qui se sont déroulés un 1er décembre dans les chemins de fer.

## Événements

### XXesiècle
- 1913.  Royaume-Uni :   prolongement de la Bakerloo line du métro de Londres à Paddington.

- 1981.  France :   ouverture de la nouvelle gare du Mée, (Seine-et-Marne).

- 1990.  France :   Jonction dans le tunnel de service du tunnel sous la Manche.